# Oskar Sivertsen
Oskar Sivertsen (Kristiansund, 2004. február 15. –) norvég korosztályos válogatott labdarúgó, a holland Go Ahead Eagles csatára.

## Pályafutása

### Klubcsapatokban
Sivertsen a norvégiai Kristiansund városában született. Az ifjúsági pályafutását a helyi Dahle csapatában kezdte, majd a Kristiansund akadémiájánál folytatta.
2020-ban mutatkozott be a Kristiansund első osztályban szereplő felnőtt csapatában. Sivertsen 2020. augusztus 22-én, a Sarpsborg 08 ellen 4–1-re megnyert mérkőzésen debütált és egyben megszerezte első gólját is a klub színeiben. 2021. augusztus 14-én, a Stabæk ellen másodjára is betalált a hálóba. A 2022-es szezon elején a harmadosztályú Høddnél szerepelt kölcsönben.
2025. február 3-án öt és félévre a holland Go Ahead Eagles szerződtette.

### A válogatottban
Sivertsen az U15-östől az U21-esig minden korosztályos válogatottban képviselte Norvégiát.

## Statisztikák
2022. október 30. szerint
| Klub              | Szezon   | Osztály     | Bajnokság | Bajnokság | Kupa  | Kupa | Nemzetközi | Nemzetközi | Összesen | Összesen |
| Klub              | Szezon   | Osztály     | Meccs     | Gól       | Meccs | Gól  | Meccs      | Gól        | Meccs    | Gól      |
| ----------------- | -------- | ----------- | --------- | --------- | ----- | ---- | ---------- | ---------- | -------- | -------- |
| Kristiansund      | 2020     | Eliteserien | 3         | 1         | 0     | 0    | —          | —          | 3        | 1        |
| Kristiansund      | 2021     | Eliteserien | 5         | 1         | 2     | 1    | —          | —          | 7        | 2        |
| Kristiansund      | 2022     | Eliteserien | 2         | 0         | 0     | 0    | —          | —          | 2        | 0        |
| Kristiansund      | Összesen | Összesen    | 10        | 2         | 2     | 1    | 0          | 0          | 12       | 3        |
| Hødd (kölcsönben) | 2022     | 2. divisjon | 5         | 0         | 1     | 2    | —          | —          | 6        | 2        |
| Összesen          | Összesen | Összesen    | 15        | 2         | 3     | 3    | 0          | 0          | 18       | 5        |

## Sikerei, díjai
Kristiansund
- OBOS-ligaen
  - Feljutó (1): 2023

 Go Ahead Eagles
- Holland Kupa
  - Győztes (1): 2024–25